# Canton du Mans-Nord-Ville
Le canton du Mans-Nord-Ville est une ancienne division administrative française située dans le département de la Sarthe et la région Pays de la Loire.

## Géographie
Canton exclusivement urbain composé des quartiers Villaret, Gazonfier, Yzeuville et Clairefontaine.

## Histoire
Canton créé en 1982.
| Période | Période | Identité           | Étiquette    | Qualité |
| ------- | ------- | ------------------ | ------------ | --- |
| 1982    | 2015    | Jean-Marie Geveaux | RPR puis UMP | député (1993-1997, 2002-2007), conseiller municipal du Mans (1983-2001), président du conseil général (2011-2015) |

Le canton participe à l'élection du député de la cinquième circonscription de la Sarthe.

## Composition
Le canton du Mans-Nord-Ville défini en 1982 contenait une partie de la commune du Mans et comptait 18 297 habitants en 2012 (population municipale). La partie du Mans comprise dans ce canton était délimitée par « l'axe des voies ci-après : au sud, avenue Bollée ; à l'ouest rue de Flore, boulevard du Général-de-Négrier ; au nord, rue des Victimes-du-Nazisme, rue d'Isaac (jusqu'au parc de Brindenier), rue de l'Osier (jusqu'à la route de Bonnétable), route de Bonnétable (jusqu'au boulevard du Docteur-Zamenhof) et boulevard du Docteur-Zamenhof jusqu'à la rue des Bruyères à la limite de Sargé-lès-le-Mans (chemin rural 59) ».
À la suite du redécoupage des cantons pour 2015, la plus grande partie du canton est intégrée au canton du Mans-4. Seule la partie à l'ouest des rues René-Bardet, de Cyrus, de la Solitude et Gazonfier est intégrée au canton du Mans-3.

### Ancienne commune
L'ancienne commune de Sainte-Croix, absorbée en 1855 par Le Mans, était partiellement comprise dans le canton du Mans-Nord-Ville.

## Démographie
| 1982 | 1990   | 1999   | 2006   | 2011   | 2012   |
| ---- | ------ | ------ | ------ | ------ | ------ |
| -    | 20 017 | 19 528 | 18 103 | 17 962 | 18 297 |